# Thereva maculipennis
Thereva maculipennis är en tvåvingeart som beskrevs av Krober 1912. Thereva maculipennis ingår i släktet Thereva och familjen stilettflugor. Inga underarter finns listade i Catalogue of Life.